# Jukki Hanada
Jukki Hanada (花田 十輝, Hanada Jukki), né en 1969, est un scénariste japonais. Il est petit-fils de l'écrivain Kiyoteru Hanada

## Anime

### Series composition
- Hanaukyo Maid Team La Vérité
- Idolmaster: Xenoglossia
- Kashimashi ~Girl Meets Girl~
- Mahoromatic: Something More Beautiful
- Petite Princess Yucie
- Popotan
- Rozen Maiden
- Rozen Maiden Träumend
- Rozen Maiden Ouvertüre
- See You Tomorrow at the Food Court
- Sola
- Special A

### Scénario
- Chūnibyō Demo Koi ga Shitai!
- Ah! My Goddess (série TV)
- Chobits
- CODE-E
- D.C.S.S.: Da Capo Second Season
- Diamond Daydreams
- Fate/stay night
- Gakuen Alice
- Happy 7 ~The TV Manga~
- Kannazuki no Miko
- K-ON!
- Abenobashi Magical Shopping Street
- Sasami: Mahō Shōjo Club Series 2
- Les Petites Fraises
- No Game No Life
- Kyoukai no Kanata
- Steins;Gate

## Source de la traduction
- (en) Cet article est partiellement ou en totalité issu de l’article de Wikipédia en anglais intitulé « Jukki Hanada » (voir la liste des auteurs).